# 罗伊特 (奥地利)
罗伊特是奥地利福拉尔贝格州布雷根茨县的一个市镇。总面积10.24平方公里，总人口584人，人口密度57.0人/平方公里（2005年）。